# Le Folgoët
 Le Folgoët  (en bretón Ar Folgoad) es una población y comuna francesa, situada en la región de Bretaña, departamento de Finisterre, en el distrito de Brest y cantón de Lesneven.

## Demografía
| 1309 | 1459 | 2220 | 2816 | 3094 | 3110 |
| Para los censos de 1962 a 1999 la población legal corresponde a la población sin duplicidades (Fuente: INSEE [Consultar]) |      |      |      |      |      |